# تابع جزئی
|  |
|  |

یک تابع جزئی از X به Y (که به صورت f: X ↛ Y یا f: X ⇸ Y نوشته می‌شود)، تابع f: X ′ → Y برای یک زیرمجموعه سره X ′ از  X است. اگر زیرمجموعهٔ X ′ سره نباشد (یعنی اگر X ′ = X) تابع f یک تابع کامل است. از توابع جزئی معمولاً زمانی استفاده می‌شود که دامنه یک تابع مشخص نیست (مثلاً بسیاری از توابع در نظریه رایانش‌پذیری این‌گونه هستند).
به‌طور خاص، گفته می‌شود برای هر x ∈ X یا:
- f(x) = y ∈ Y (تابع به عنوان یک عضو مفرد از Y تعریف شده‌است) و یا
- f(x) تعریف نشده‌است.

برای مثال، تابع ریشه دوم تنها محدود به اعداد صحیح است:
{\displaystyle g\colon \mathbb {Z} \to \mathbb {Z} }
{\displaystyle g(n)={\sqrt {n}}.}
بنابراین تابع g(n) تنها برای nهایی تعریف می‌شود که مربع کامل باشند (مثلاً ۰, ۱, ۴, ۹, ۱۶, ...). یعنی g(25) = ۵، ولی g(26) تعریف نشده‌است.